# 13. Division (Japanisches Kaiserreich)
Die 13. Division (jap. 第13師団, Dai-jūsan Shidan) war eine Division des Kaiserlich Japanischen Heeres, die zwischen 1905 und 1945 zweimal aufgestellt und aufgelöst wurde. Ihr Tsūshōgō-Code (militärischer Tarnname) war Spiegel-Division (鏡兵団, Kyō-heidan).

## Allgemeine Daten
Die 13. Division war, neben der 14., 15. und 16., eine Division, die gegen Ende des Russisch-Japanischen Krieges aufgestellt wurde. Zuständig für die Präfektur Niigata lag das Hauptquartier der ca. 15.000 Mann starken Division in Takada.

## Geschichte der Einheit

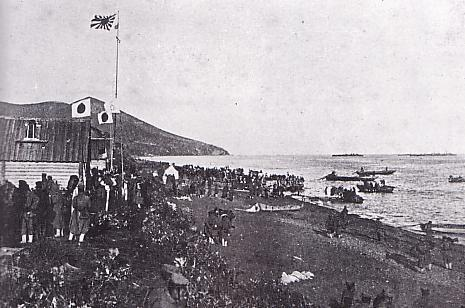
Landung japanischer Truppen auf der Insel Sachalin

Die Division wurde als Karree-Division am 1. April 1905 unter dem Kommando von General Haraguchi Kensai aufgestellt und bestand aus der 26. Brigade (16. und 30. Infanterie-Regiment) und einer weiteren Brigade (50. und 58. Infanterie-Regiment), dem 13. Kavallerie-Regiment und dem 13. Artillerie-Regiment.
In Japan hatte es seit Beginn des Krieges zwiespältige Diskussionen darüber gegeben, ob die Insel Sachalin anzugreifen sei oder nicht. Letztendlich fiel die Entscheidung, Sachalin zu besetzen, am 15. Juni 1905. Die Operation wurde der 13. Division übertragen und bereits drei Monate nach Gründung der Division schiffte diese sich ein. Am 7. Juli 1905 landeten zwei japanische Truppenkontingente bei Korsakow und konnten innerhalb von vier Wochen die Besetzung Sachalins erfolgreich abschließen. Kurze Zeit später wurde im Vertrag von Portsmouth Friede zwischen dem Russischen Kaiserreich und Japan geschlossen.
1920 war die 13. Division an der Sibirischen Intervention beteiligt. Sie war Teil der Entente-Mächte, die die Weiße Armee im Russischen Bürgerkrieg gegen die bolschewistische Rote Armee unterstützten. Im Zuge der Operation wurden alle Häfen und größeren Städte in der russischen Provinz Primorje und Ostsibirien besetzt. Angesichts des Rückzuges ihrer Alliierten und der hohen Kosten zogen sich die japanischen Soldaten im Oktober 1922 ebenfalls zurück.
Am 1. Mai 1925 wurde die Division wegen Kostenspargründen aufgelöst.
Nach Beginn des Zweiten Japanisch-Chinesischen Krieges wurde die Division am 13. September 1937 als  Karree-Division mit vier Regimentern wieder aufgestellt und nahm u. a. an den Schlachten von Xuzhou und Wuhan teil. Während des Massakers von Nanking waren Soldaten des 65. Regiments an der Tötung von ca. 20.000 chinesischen Kriegsgefangenen beteiligt.
Im März 1943 wurde die 13. Division in eine Triangulare Division vom Typ B „Standard“ umgewandelt, wobei sie ihr 58. Regiment an die 31. Division abgab.
Die Division wurde 1945 aufgelöst.

## Gliederung

### 1905
- 26. Brigade
  - 16. Infanterie-Regiment
  - 30. Infanterie-Regiment
- xx. Brigade
  - 50. Infanterie-Regiment
  - 58. Infanterie-Regiment
- 13. Kavallerie-Regiment
- 13. Artillerie-Regiment
- 13. Pionier-Regiment
- 13. Transport-Regiment

### 1937
- 26. Brigade
  - 58. Infanterie-Regiment
  - 116. Infanterie-Regiment
- 103. Brigade
  - 65. Infanterie-Regiment
  - 104. Infanterie-Regiment
- 13. Kavallerie-Regiment
- 13. Pionier-Regiment
- 13. Transport-Regiment

### 1943
- 65. Infanterie-Regiment
- 104. Infanterie-Regiment
- 116. Infanterie-Regiment
- 13. Pionier-Regiment
- 13. Transport-Regiment

## Führung
Divisionskommandeure
- Haraguchi Kensai, Generalleutnant: 1. April 1905 bis 6. Juli 1906
- Okazaki Aichi-ken Gakusei, Generalleutnant: 6. Juli 1906 bis 1. Juni 1910
- Nagaoka Gaishi, Generalleutnant: 1. Juni 1910 bis 15. Januar 1913
- Akiyama Yoshifuru, Generalleutnant: 15. Januar 1913 bis 15. Februar 1915
- Ando Imumizu, Generalleutnant: 15. Februar 1915 bis 24. Juli 1918
- Nishikawa Torajiro, Generalleutnant: 24. Juli 1918 bis 6. Januar 1921
- Kawamura Masahiko, Generalleutnant: 6. Januar 1921 bis 6. August 1923
- Idogawa Tatsuzo, Generalleutnant: 6. August 1923 bis 1. Mai 1925

- Ogisu Ryuhei, Generalleutnant: 10. September 1937 bis 1. August 1939
- Tanaka, Shizuichi, Generalleutnant: 1. August 1939 bis 28. September 1940
- Eitaro Uchiyama, Generalleutnant: 28. September 1940 bis 17. August 1942
- Akashika Tsutomu, Generalleutnant: 17. August 1942 bis 20. Januar 1945
- Yoshida Minetaro, Generalleutnant: 20. Januar 1945 – September 1945